# Johannes Diodato
Johannes Diodato (właśc. Owanes Astouatzatur, ur. 1640 w Stambule, zm. 1725 w Wiedniu) – ormiański kupiec. Dzięki badaniom austriackich historyków udało się ustalić, że to on, a nie jak dotąd myślano Jerzy Franciszek Kulczycki, założył pierwszą wiedeńską kawiarnię.
W 1685 cesarz Leopold I Habsburg wydał odpowiedni przywilej.
16 września 2004 założono w Wiedniu na jego cześć "Johannes-Diodato-Park" przy Schäffergasse, o powierzchni około 300 m².